# Exarcat
Els exarcats (en grec, ἐξαρχάτον; en llatí, exarchātus) foren territoris perifèrics de l'Imperi Romà d'Orient l'autoritat dels quals era encomanda a un governador, també dit exarca o exarc (grec: ἔξαρχος éxarkhos), el qual exercia la representació civil i militar de Constantinoble als límits de l'imperi. En les Esglésies cristianes Orientals, especialment en les Esglésies de comunió ortodoxa, el terme té dos usos clars: el representant d'un patriarca, o un bisbe que té autoritat sobre uns altres bisbes sense ser un patriarca (una posició entre patriarca i metropolità); o, un bisbe assignat sobre un grup del fidels que encara no és prou gran o organitzat per constituir una diòcesi o eparquia (l'equivalent d'un vicari apostòlic).